# Rum 1112
Rum 1112 är en dokumentärfilm från 2012 av manusförfattaren och filmregissören Jonas Selberg Augustsén. Filmen är inspirerad av Wim Wenders dokumentärfilm från 1982, Chambre 666.
I filmen samlar Jonas Selberg Augustsén några av Sveriges namnkunnigaste filmarbetare på hotell Riverton under Göteborgs filmfestival 2011, och alla får svara på samma fråga:
"Håller celluloidfilmen på att dö ut, och vad tror du att det betyder för den rörliga bilden?"
Medverkar i filmen gör: Kalle Boman, Jannike Åhlund, Patrik Eklund, Alexandra Dahlström, Roy Andersson, Jens Fischer, Fijona Jonuzi, Emil Larsson, Martin Jern, Freddy Olsson, Petra Revenue, Andreas Öhman, Helena Sandermark, Stellan Skarsgård, Charlotta Tengroth, Jan Troell, Maj Wechselmann, Ruben Östlund, och Amanda Ooms.
Filmen hade premiär på Göteborg Filmfestival 2012 och har sedan bland annat uppmärksammats i artikeln "I sviterna av filmhistorien" (Filmtidskriften FLM och VD för Stiftelsen Ingmar Bergman, doktor i filmvetenskap, Jan Holmberg)